# Sacramentário gelasiano

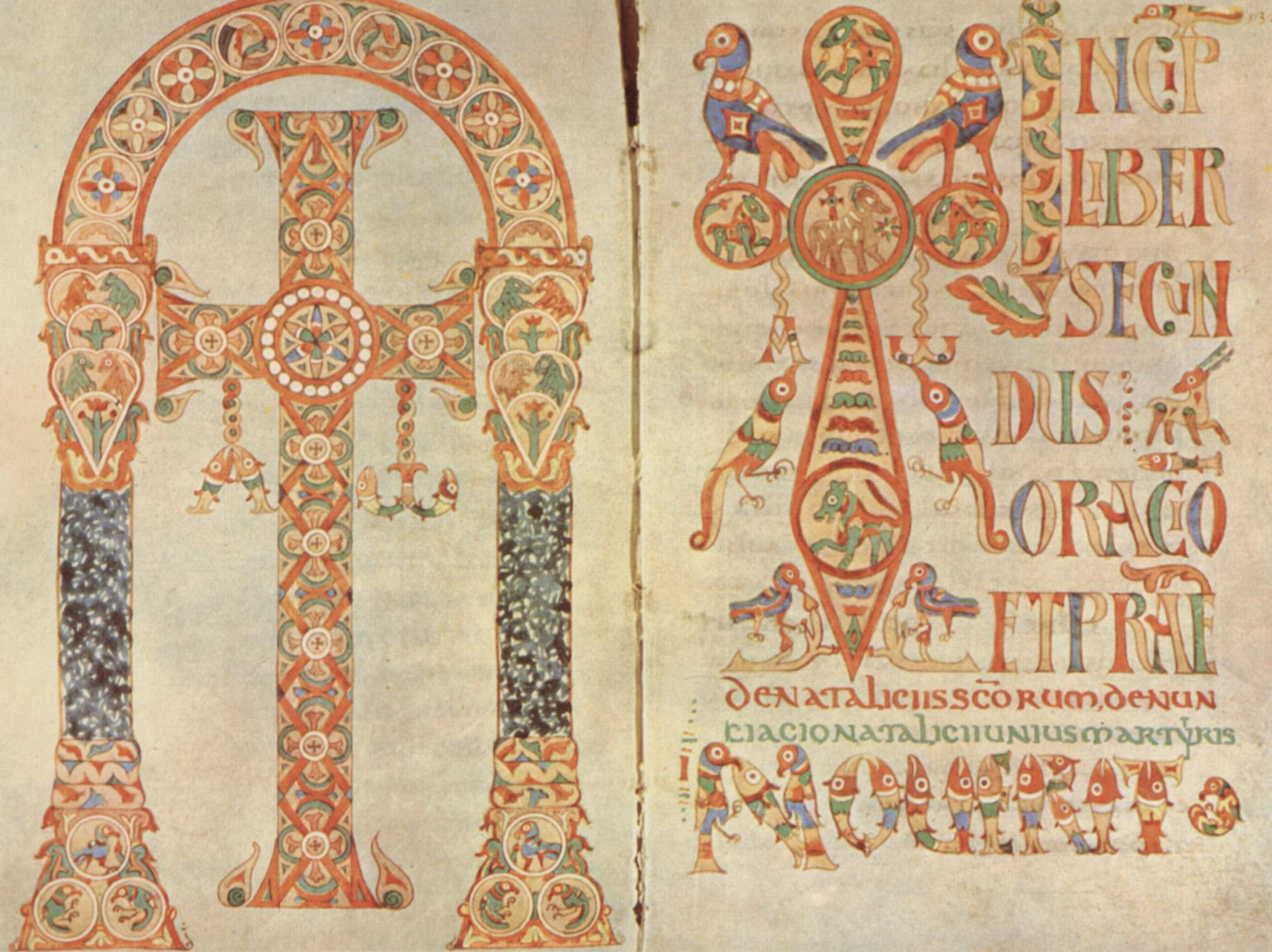
Frontispício e incipit do manuscrito do Vaticano

O Sacramentário gelasiano foi um dos primeiros sacramentários da Igreja cristã, e teria sido produzido sob o pontificado de Gelásio I, entre 492 e 496. Alguns críticos, no entanto, atribuem sua publicação ao século VIII.